# Лумбини
Лумбини (санскр. लुम्बिनी «любимый») — поселение в Непале, в округе Рупандехи, на границе с Индией. Известно своим храмовым комплексом и как одно из мест, претендующих на право называться местом рождения Будды Гаутамы, основателя буддизма (предположительно 563 до н. э. — 483 до н. э.), вследствие чего является местом паломничества буддистов. Недалеко от Лумбини находился город Капилавасту, где Будда рос до 29 лет.
В 1896 году непальские археологи нашли большую каменную колонну с надписями царя Ашоки. Сохранились также записи китайского паломника Фасяня, помогшие идентифицировать место рождения Будды.
Кроме Лумбини местами паломничества, связанными с жизнью Будды Гаутамы, являются также Кушинагар, Бодх-Гая и Сарнатх в Индии.
Центральную часть комплекса Лумбини занимает храм Майя Деви, посвящённый матери Будды, с древним памятным камнем, изображающим рождение Будды.
К храму примыкает колонна царя Ашоки с надписью. Вокруг храма — археологическая зона с остатками сооружений раннего буддизма и дерево Бодхи.
Весь комплекс состоит из десятка буддийских монастырей, храмов, ступ разных конфессий и других памятников.
Каждая страна, в которой есть представители буддистского вероисповедания, может построить на территории Лумбини храм. Так, уже сейчас можно увидеть и посетить храмы Таиланда, Китая, Германии, Камбоджи и других стран.
Летом 2011 года китайский Фонд азиатско-тихоокеанского обмена и сотрудничества (ФАТОС) при поддержке со стороны правительства КНР обнародовал проект инвестиций размером в 3 млрд. долларов США в «особой зоне развития» в городе Лумбини в Непале. Если исключить пеших паломников из Индии, то Лумбини сейчас посещают около 100 тысяч туристов в год. Для кардинального увеличения этого числа планируется создание центра туризма, паломничества и образования по модели Медины и Мекки в Саудовской Аравии в части строительства дорог, гостиниц, туристических центров и проектов в области электроэнергетики.
Назначенный новый посол Китая в Непале Ян Хулань сразу посетил Лумбини. По сведениям ФАТОС, проект был поддержан «всем политическим спектром в Непале — и левой его частью, и правой». Специально подчёркивается, что проект пока ещё не получил финансовую поддержку от китайского правительства, и ожидается привлечение средств от внешних инвесторов, в том числе инвестиций из Индии.
Проект будет служить «стратегическим центром» для продвижения буддийской культуры в Китае, возрождения интереса к буддизму в КНР, где есть несколько сотен миллионов буддистов, вероятно, чтобы гарантировать быстро развивающийся рынок туризма в Непале. ФАТОС утверждает, что проект был «тепло встречен» и «получил полную поддержку со стороны буддистов, представляющих различные направления — Махаяны, Хинаяны и тибетского буддизма». При этом люди, связанные с непальским МИДом, утверждают, что «практически нет возможности» Далай-ламе посетить Лумбини из-за давления китайского правительства по вопросам, связанным с Тибетом. Несмотря на эксплицитное в течение нескольких десятилетий желание Далай-ламы посетить Непал, правительство страны не приглашает его и не разрешает приехать неофициально в соответствии со своими обязательствами по «политике одного Китая».

Лумбини
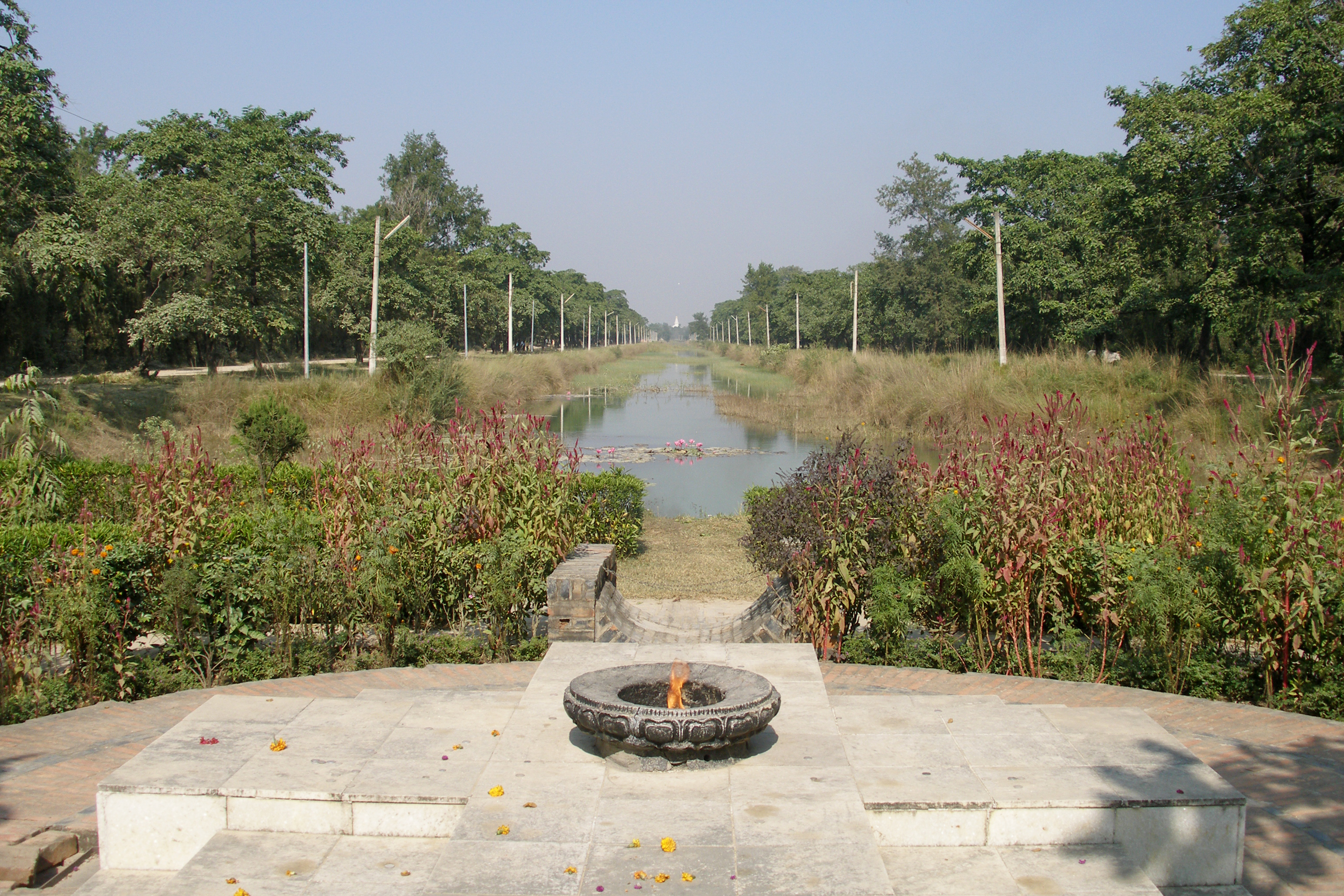
Вечный огонь
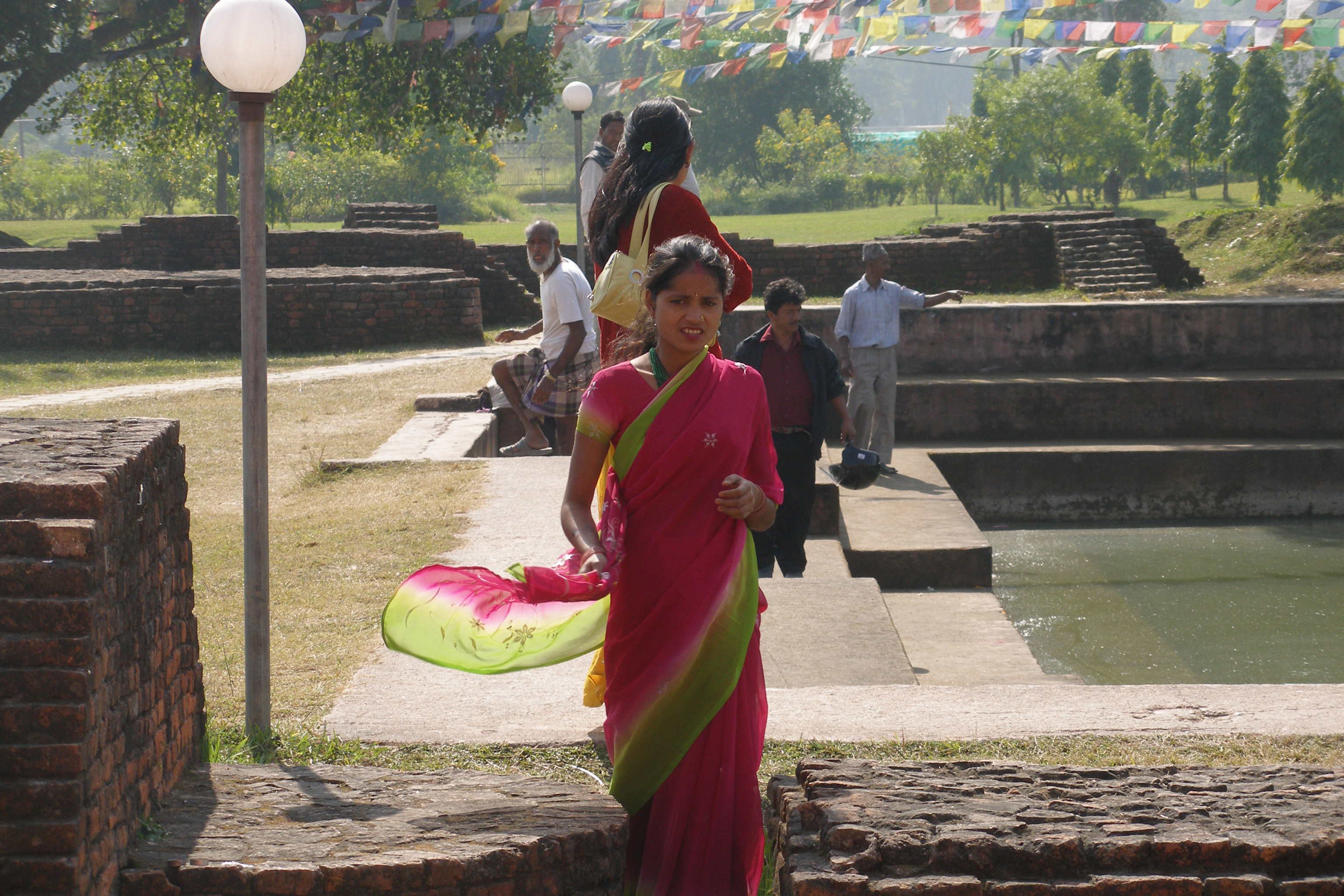
Место рождения Будды
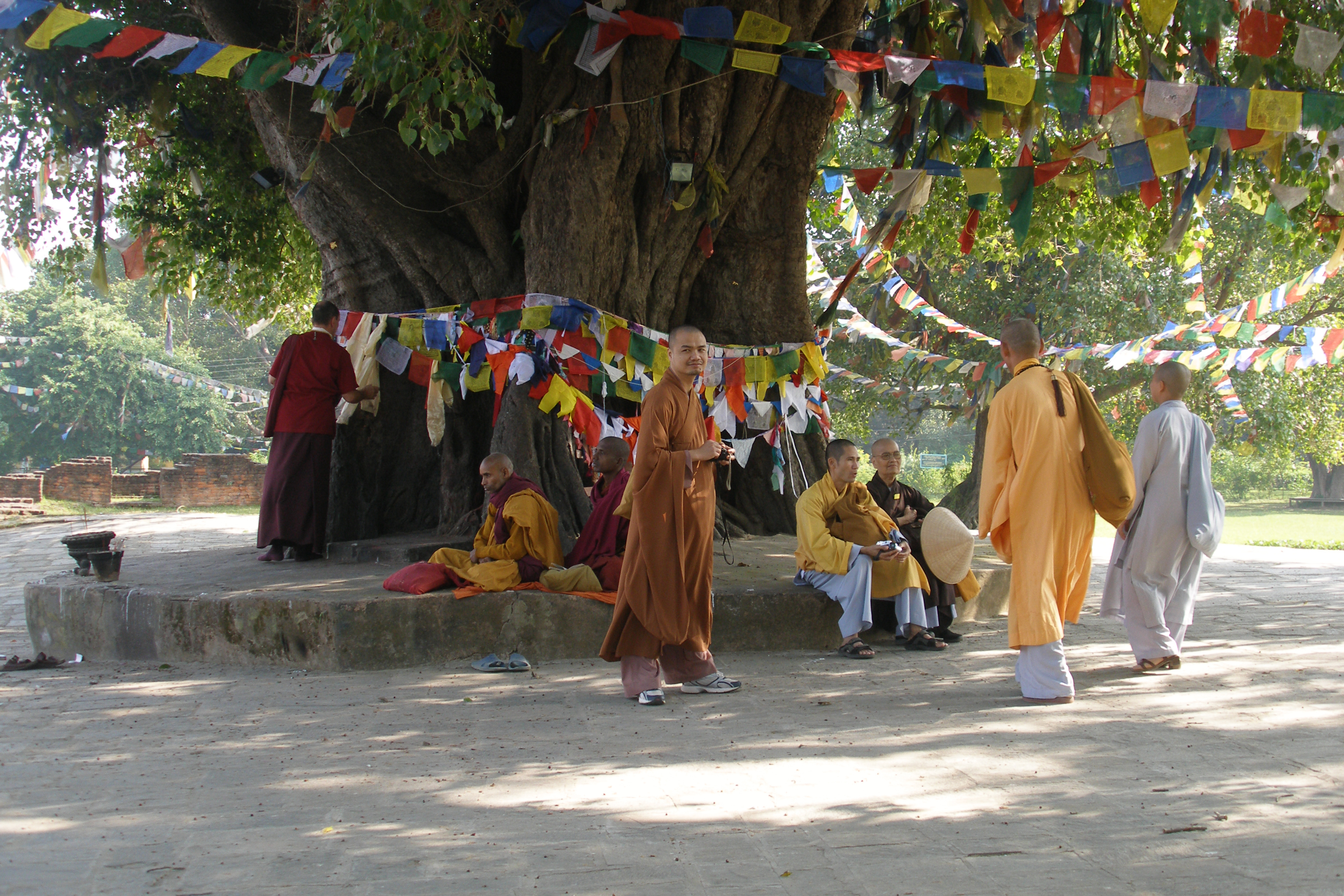
Дерево Бодхи
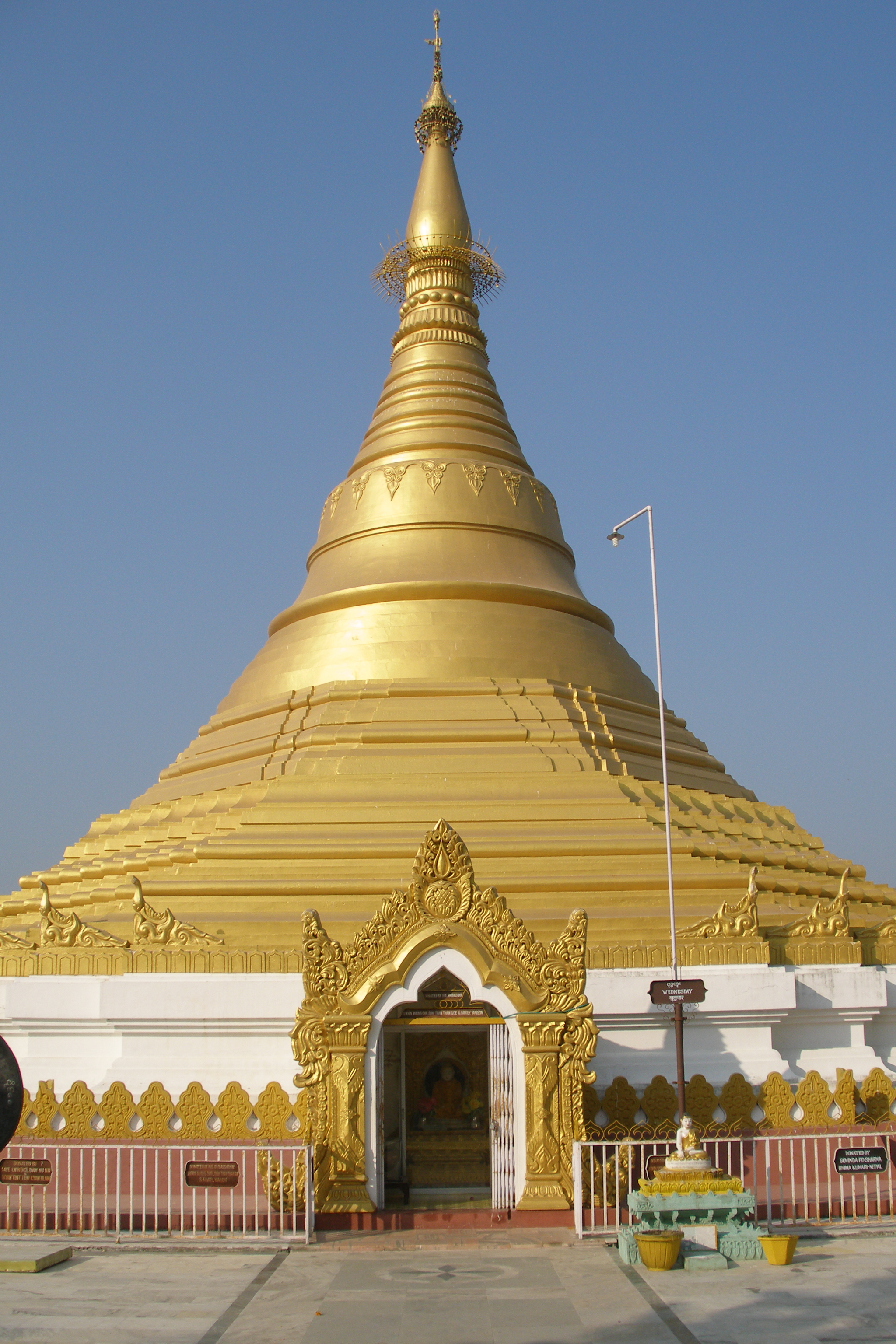
Пагода
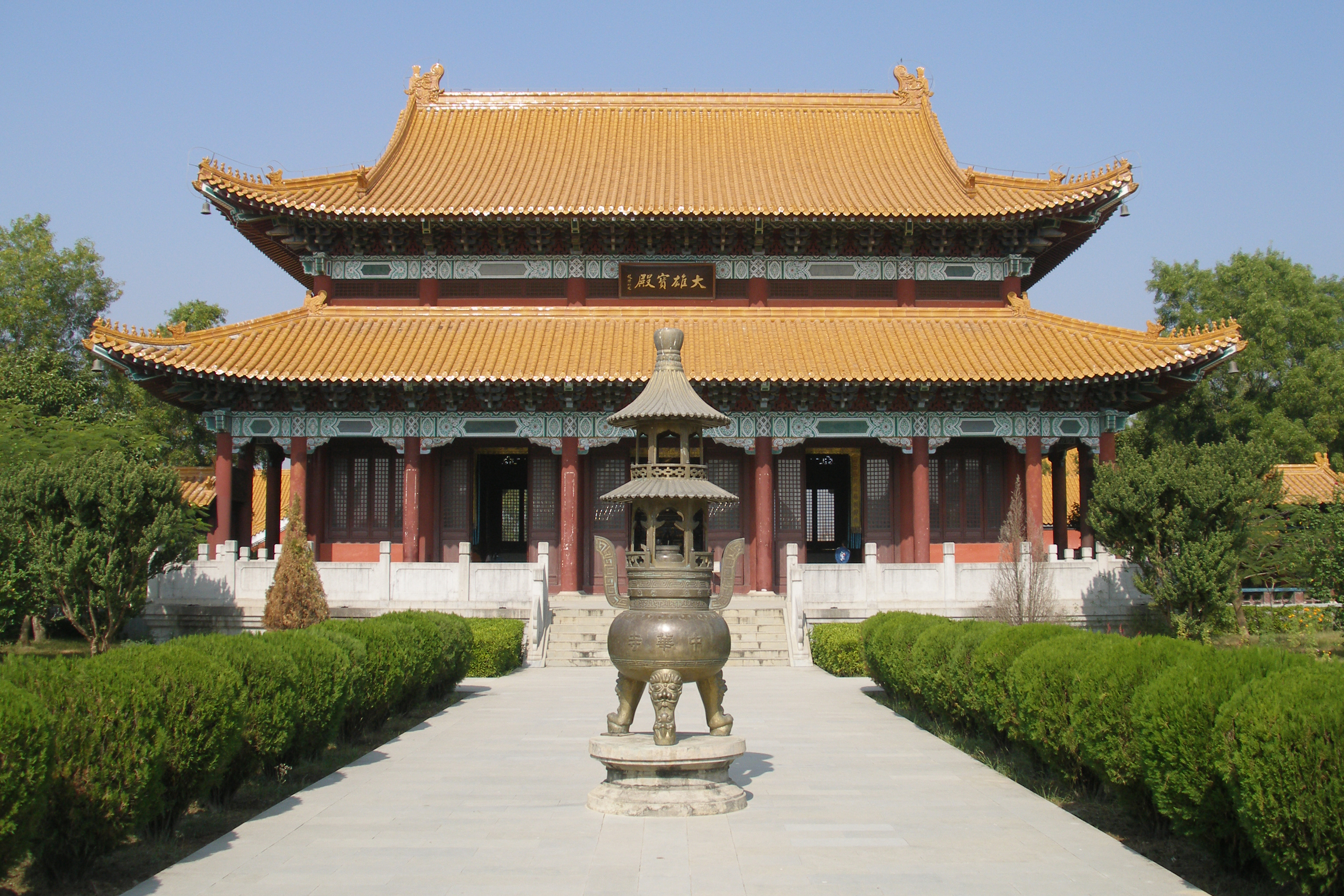
Храм
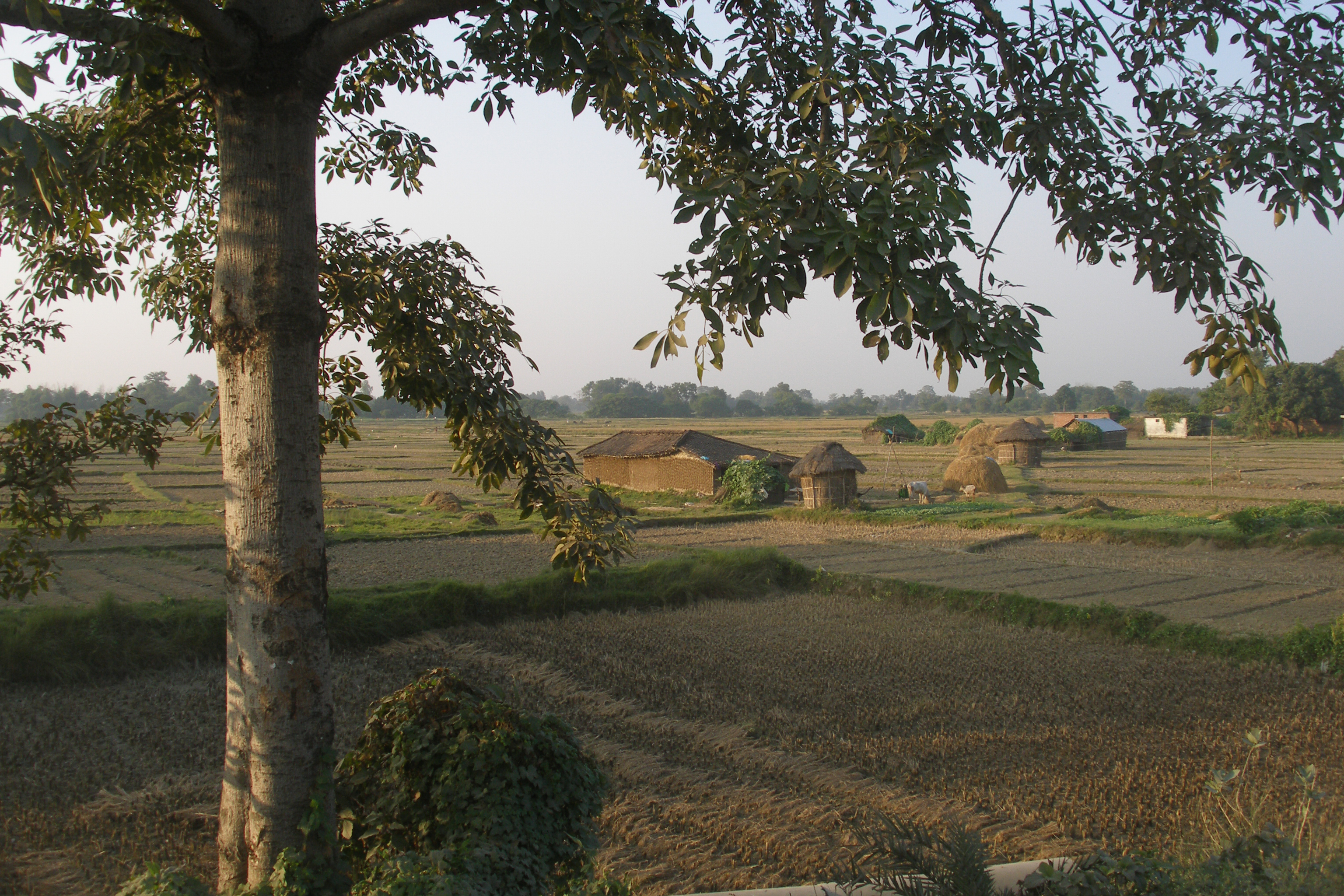
Окрестности Лумбини
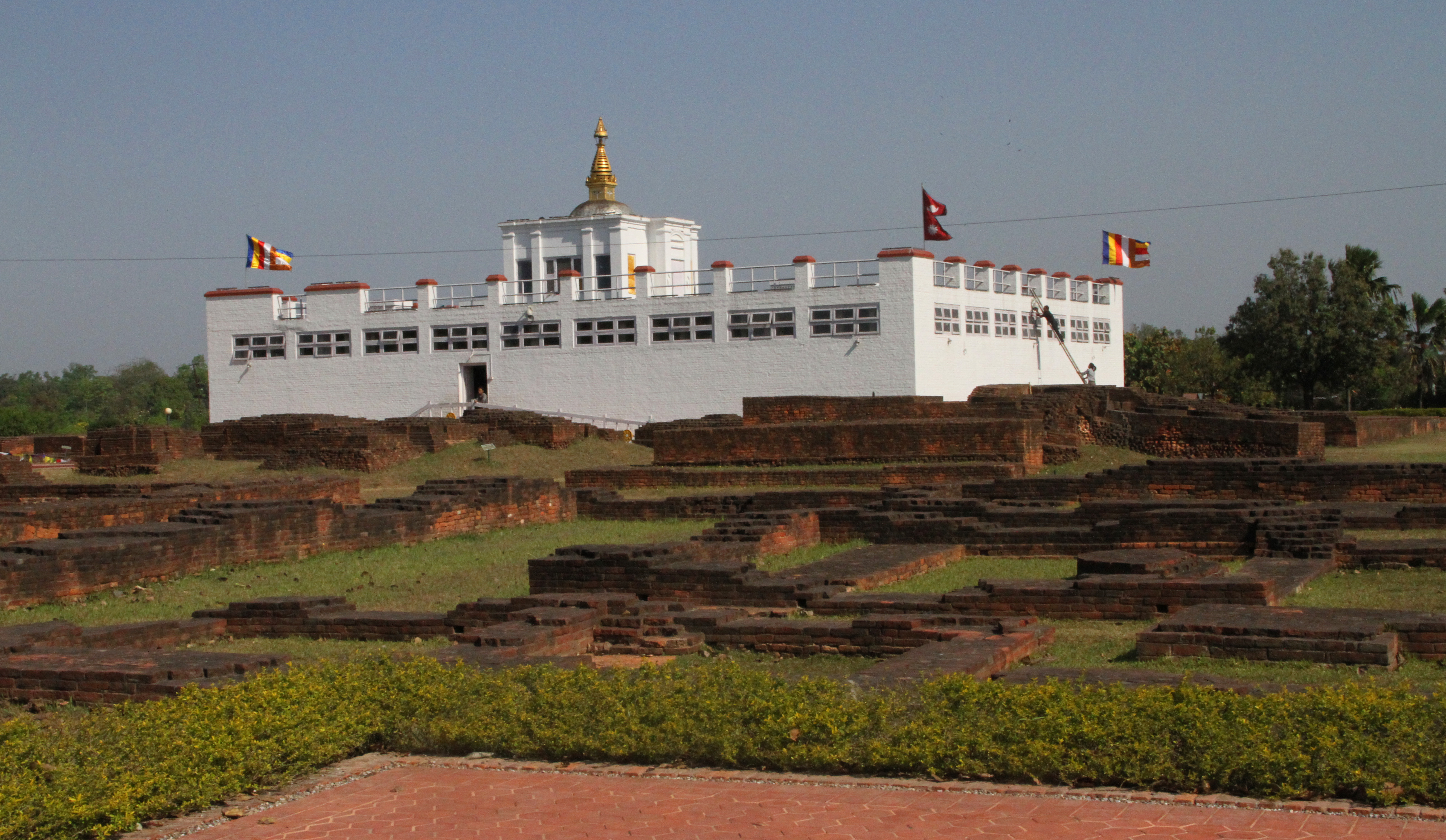
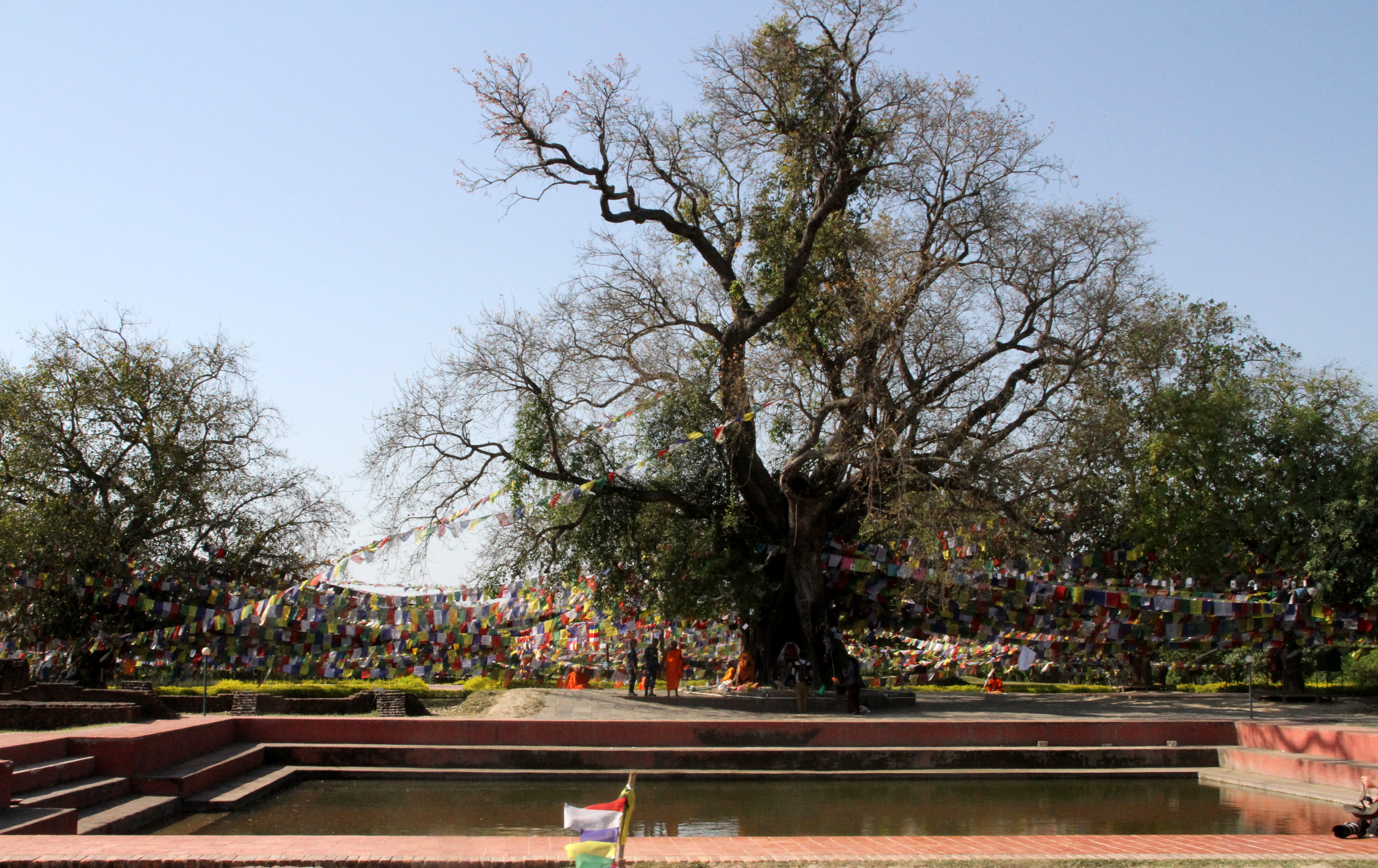
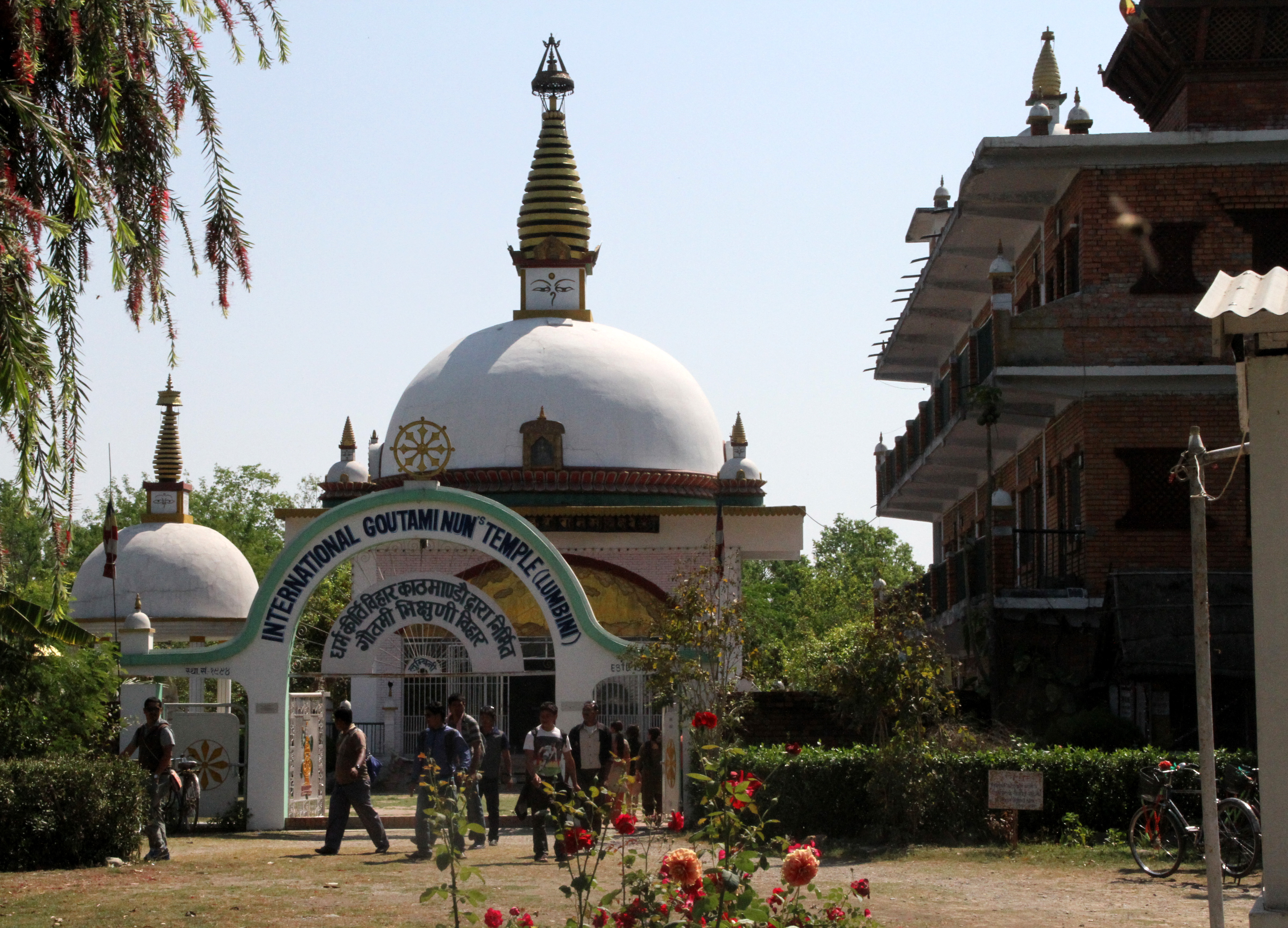
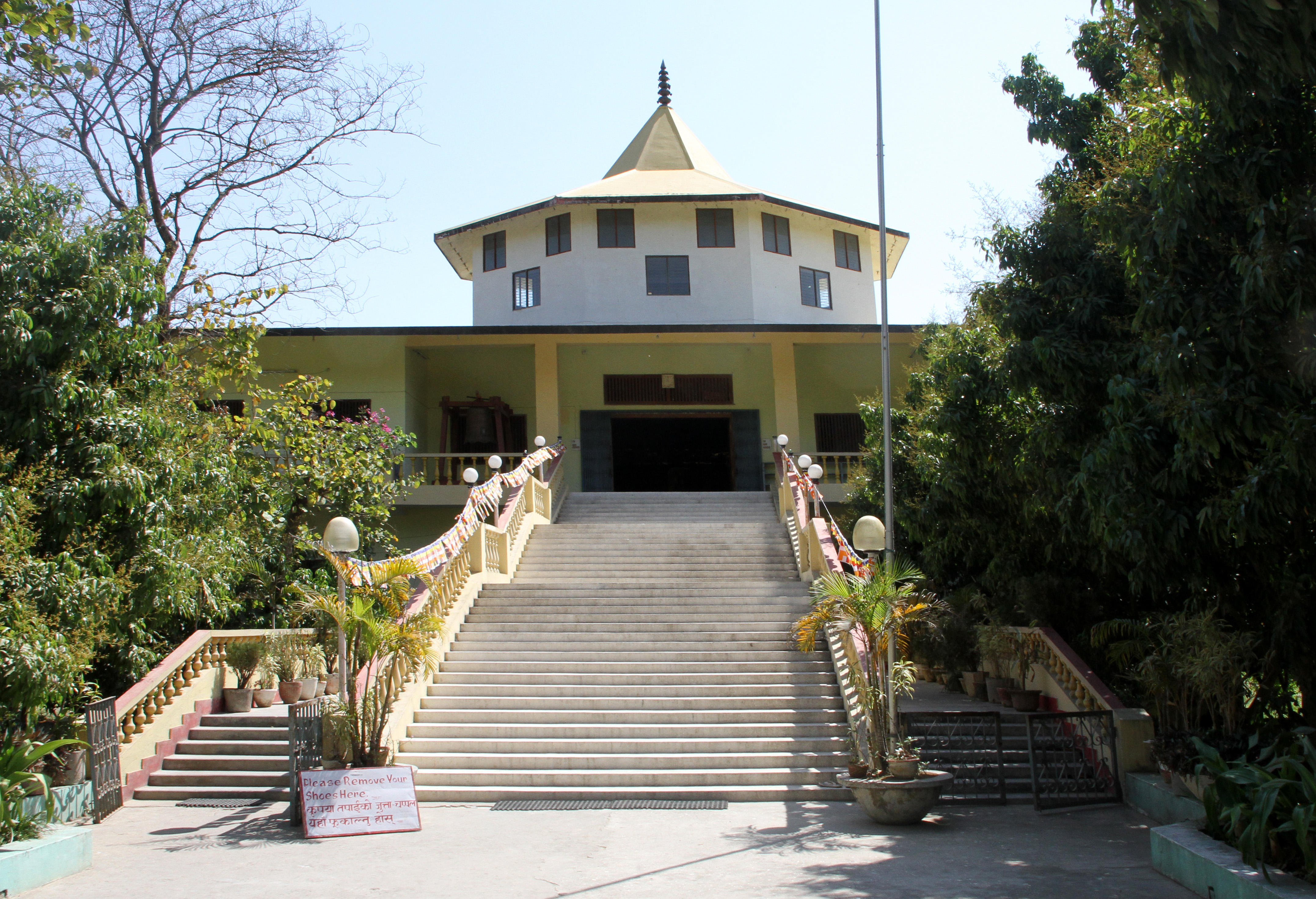
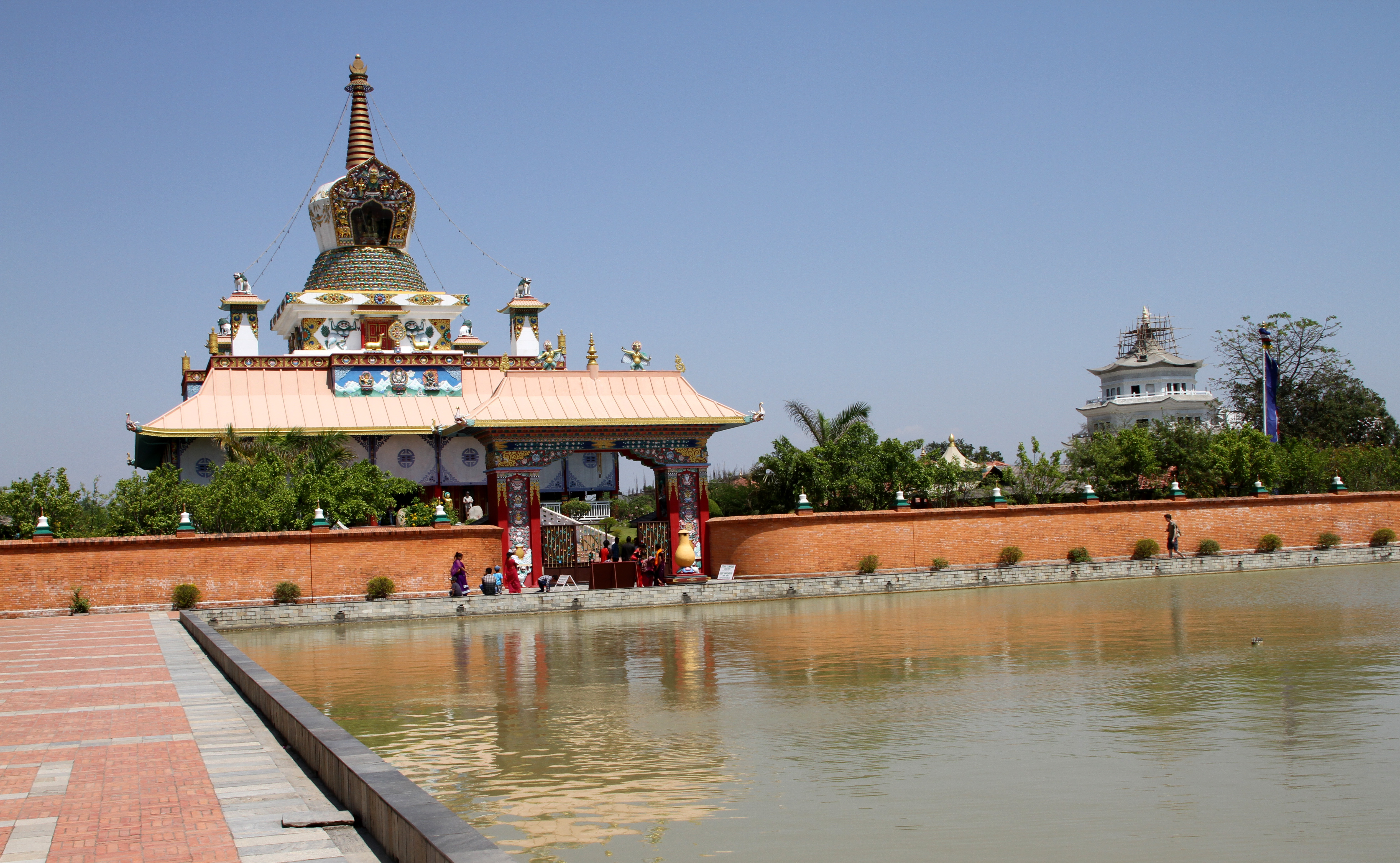